# 黒部市立桜井小学校
黒部市立桜井小学校（くろべしりつ さくらいしょうがっこう）は富山県黒部市にある公立小学校。

## 沿革[1]
- 2016年（平成28年）
  - 4月1日 - 黒部市立三日市小学校と黒部市立前沢小学校が統合して発足した。校舎は旧三日市小学校校舎を使用する[2]。
  - 4月6日 - 在校生（2学年～6学年児童315名）で、開校式挙行。
  - 4月8日 - 第1回入学式挙行。最初の新入生は75名となり、全校児童390名でスタートを切った。

## 通学区域
三日市(牧野、三島町、寺町、大町、桜町、椚町、東三日市、大黒町、新天)、石田(天神新)、前沢(堂田、黒瀬バス停より三日市寄りの一部及び国道から三日市小寄り)、荻生(上野、西小路、新堂の一部)、前沢(前山、中部、山田新、吉城寺、栗寺、本野、中山、石田野、枕野)

## 進学先
- 黒部市立明峰中学校